# Lê Thị Mây
Lê Thị Mây (tên thật là Phạm Thị Tuyết Bông; sinh năm 1949) là nữ nhà thơ Việt Nam, được tặng Giải thưởng Nhà nước về Văn học Nghệ thuật vào năm 2017. Tác phẩm nổi tiếng nhất của bà là bài thơ ''Những mùa trăng mong chờ''.

## Tiểu sử
Lê Thị Mây (tên thật là Phạm Thị Tuyết Bông; bút danh Phạm Tuyết Hoa, An Hoa) sinh ngày 04 tháng 02 năm 1949 tại Đồng Hới, Quảng Bình, nhưng quê gốc là ở Triệu Phong, Quảng Trị.
Học xong phổ thông lúc 17 tuổi, Lê Thị Mây tham gia Thanh niên xung phong thời kỳ chống Mỹ hoạt động ở vùng miền Tây Quảng Bình. Năm 1972, bà rời đơn vị thanh niên xung phong về làm quản lý bếp ăn ở Trường Y tế tỉnh Quảng Bình. Ít lâu sau đó, bà chuyển sang Hội Văn học Nghệ thuật Quảng Bình.
Các năm 1973 – 1974, Lê Thị Mây tham gia lớp bồi dưỡng viết văn trẻ của Hội Nhà văn Việt Nam khóa 6. Từ 1979 đến 1982, bà học trường viết văn Nguyễn Du khóa I. Bà còn có bằng cử nhân báo chí, nhiều năm làm báo và làm biên tập văn học của tạp chí Sông Hương. Bà đã từng trải qua các vị trí: Phó tổng biên tập tạp chí Văn hóa Quảng Trị, Tổng biên tập tạp chí Cửa Việt; chuyên viên cao cấp Ban Tư tưởng Văn hóa Trung ương.
Bà là đảng viên Đảng Cộng sản Việt Nam; hội viên Hội Nhà văn Việt Nam từ năm 1982.

## Sự nghiệp
Theo nhận định của nhiều nhà phê bình, Lê Thị Mây là một trong 10 nhà thơ nữ Việt Nam có thơ hay được bạn đọc yêu mến.
Thành công chủ yếu của Lê Thị Mây là thơ. Bài thơ Những mùa trăng mong chờ gắn liền với tên tuổi Lê Thị Mây. Bài thơ này của bà được chọn vào 100 bài thơ hay nhất thế kỷ. Có thể nói, đây là bài thơ hay nhất của bà và là một trong những bài thơ hay nhất viết về nỗi mong chờ của người phụ nữ trong chiến tranh của nền thơ ca hiện đại Việt Nam. Lê Thị Mây đã giành được nhiều giải thưởng về thơ: Giải thưởng Hội Nhà văn Việt Nam (1991) với tập thơ ''Tặng riêng một người''; Giải thưởng Ủy ban Liên hiệp các Hội VHNT Việt Nam (2003) với trường ca "Lửa mùa hong áo"; Giải Nhất cuộc thi thơ "Đây biển Việt Nam" do VietNamNet và Hội Nhà văn Việt Nam tổ chức (2012) với trường ca "Người sau chân sóng".
Ngoài thơ, Lê Thị Mây còn có 12 tập văn xuôi nhiều thể loại như truyện dài, truyện ngắn, bút ký, trong có hai tác phẩm từng được tặng thưởng như Huyết ngọc (tặng thưởng của Hội Nhà văn Việt Nam, 1998), Bìa cây gió thắm (tặng thưởng của Bộ Quốc phòng, 1998),
Lê Thị Mây đã xuất bản 18 tập thơ, 4 trường ca và 12 tập truyện ngắn, bút ký.
Năm 2017, bà được tặng Giải thưởng Nhà nước về Văn học Nghệ thuật với cụm tác phẩm: Lê Thị Mây - tuyển tập thơ; Tự khúc ánh sáng (trường ca); Lửa mùa hong áo (trường ca).

## Tác phẩm chính

### Thơ
- Những mùa trăng mong chờ (1980);
- Dịu dàng (1987);
- Một mình (1990);
- Tuổi mười ba (1990);
- Tặng riêng một người (1990)
- Du ca cây lưu tình (1996);
- Giấc mơ thiếu phụ (1996);
- Khúc hát buổi tối (1999);
- Thời trẻ của anh (2001);
- Thơ Lê Thị Mây (2003);
- Cánh đồng thức (2016);
- Thơ và trường ca Lê Thị Mây (2017);
- Thơ lục bát tuyển chọn (2019);
- Bài hát tình yêu (2019);

### Trường ca
- Lửa mùa hong áo (2003);
- Tự khúc ánh sáng (2006);
- Người sau chân sóng (2013);
- Đê là chữ dưới trời xanh (2018).

### Truyện ngắn và bút ký
- Huyết ngọc (truyện dài, 1998);
- Bìa cây gió thắm (tập truyện, 2000);
- Bến bờ hạnh phúc (2008);
- Mặt trời mọc ở phía tây (2010);
- Bên ngọn đèn khuya (2016);
- Truyện ngắn tuyển tập (2017);
- Rừng xanh tuổi trẻ (2017);
- Nhịp thức ánh lửa (2019);
- Lên rừng nhớ biển (2019).

Nguồn: 

## Vinh danh
- Giải thưởng Nhà nước về Văn học Nghệ thuật năm 2017.

### Giải thưởng văn học
- Giải thưởng Hội Nhà văn Việt Nam năm 1990
- Tặng thưởng Hội Nhà văn Việt Nam năm 1998
- Tặng thưởng Bộ Quốc phòng năm 2000
- Giải thưởng Hội Nhà văn Việt Nam (1991)
- Giải B Ủy ban Liên hiệp các Hội Văn học Nghệ thuật Việt Nam (2003)
- Giải Nhất cuộc thi thơ "Đây biển Việt Nam" do VietNamNet và Hội Nhà văn Việt Nam tổ chức (2012).